# Tolosita
Tolosita es una comunidad en el Municipio de Matías Romero Avendaño. Tolosita está a 40 metros de altitud. 

## Geografía
Está ubicada a 17° 7' 13.8"  latitud norte y 95° 1' 49.44"  longitud oeste.

## Población
Según el censo de población de INEGI del 2010: la comunidad cuenta con una población total de 722 habitantes, de los cuales 383 son mujeres y 339 son hombres. Del total de la población 12 personas hablan alguna lengua indígena.

## Ocupación
El total de la población económicamente activa es de 230 habitantes, de los cuales 201 son hombres y 29 son mujeres.